# 梁梅松
梁梅松，臺灣體操教練。

## 個人生活
梁梅松與雙胞胎弟弟梁梅宗是高雄市立五福國民中學的體操選手，並一同就讀國立臺灣體育學院。

## 生平
梁梅松曾參加過全國中正盃體操錦標賽，在地板和單槓的競賽項目中，獲得兩面金牌。並於1985年全國大專院校運動會上，梁梅松與黃瑞榮並列男子個人全能比賽第三名。
2005年梁梅松擔任高雄市私立明誠高級中學體操教練，帶領學生盧幸宜和蔡慶瑜奪下全國中等學校運動會個人全能金牌和銅牌。同年舉辦的中華民國全國運動會中，梁梅松所組隊的學生盧幸宜，獲得地板和跳馬兩面銀牌。並在高雄市三民區十全國民小學擔任體操教練，以及東亞運動會體操代表隊教練。

## 書籍
- 梁梅松. . 國立臺灣體育學院. 2003 （中文（繁體））.